# 針葉樹

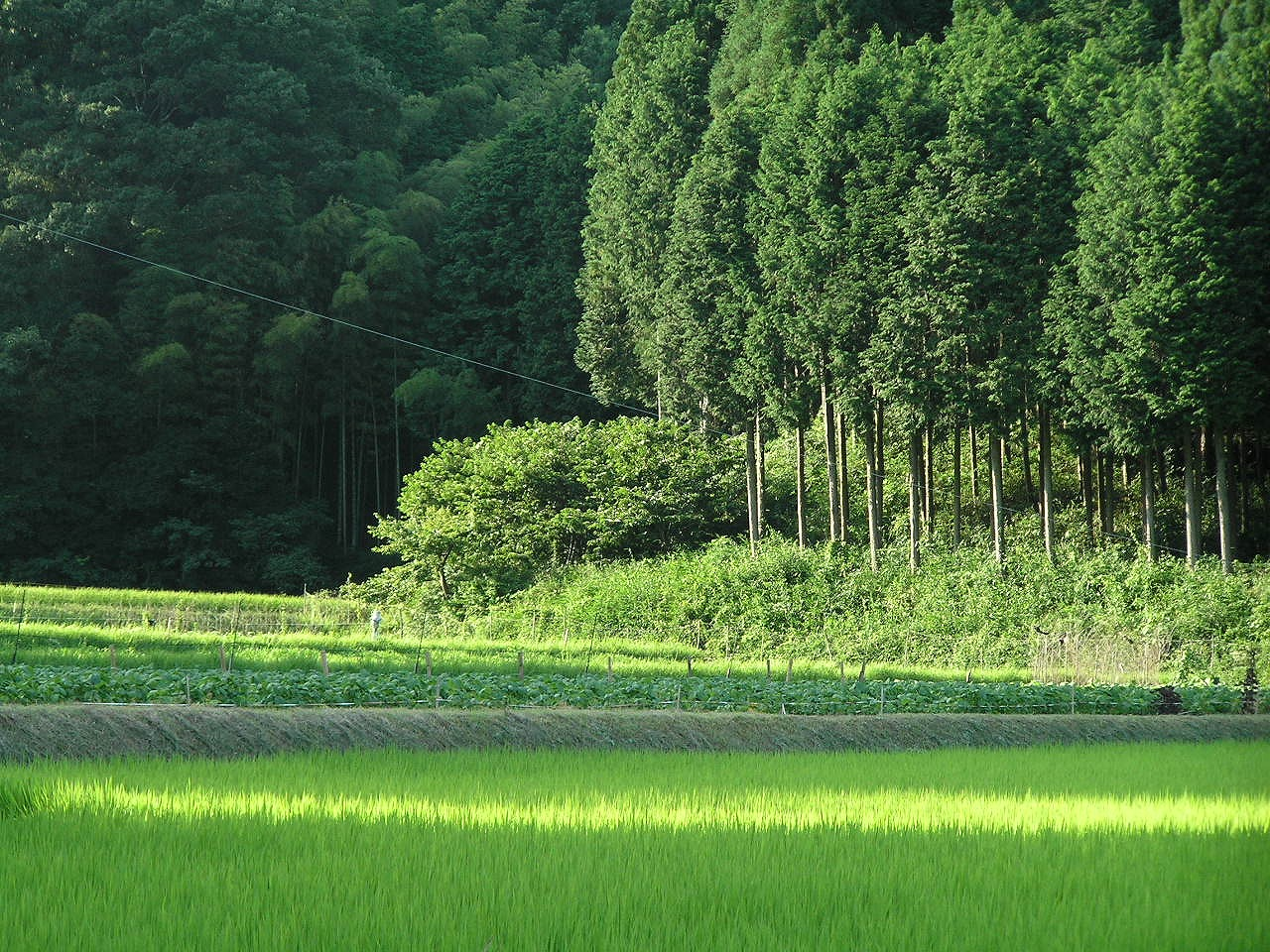
針葉樹の代表格であるヒノキの人工林

針葉樹（しんようじゅ、英: conifer）は、葉が針のように細長く堅い、マツやスギなどの裸子植物球果植物門の樹木のこと。広葉樹の対義語。多くの樹種がマツやスギのような針状の葉を持つために針葉樹と名付けられているが、披針形～広披針形の葉をつけるイヌマキやナギの類や、非常に小さな鱗片状の葉を密生するヒノキの類も含まれるため、一概に「針状の葉」というだけで外形的に識別・分類することはできない。
常緑性の常緑針葉樹と落葉性の落葉針葉樹がある。カラマツ、メタセコイアなどを除いて常緑性である。
自然に形成された針葉樹林があるほか、ヒノキ、スギ、カラマツなどの幹は木材に適しているため林業の対象となり、人工林が造成されている。
外来種を中心とした園芸用の針葉樹はコニファーと呼ばれる。

## 分類
針葉樹が地球上に出現したのは約3億年前とされる。被子植物である広葉樹の出現よりも古く、球果や仮道管といった原始的な形態をとどめている。中生代（2億5000万年前から6550万年前まで）までは、裸子植物の針葉樹が地上の植物の大部分を占めていたと考えられる。ところが光合成能力が高く繁殖力に優る被子植物が出現すると、地球上の植物は広葉樹がその生育域を広げるようになり、針葉樹は沿海地域や高山、寒冷地などの厳しい環境に追いやられる結果となった。
地球上に現存する針葉樹は約600種が知られている。日本には約40種が知られ、中でもコウヤマキ、アスナロ、スギの3種は日本固有種である。

## 形態
多くは常緑樹であるが、カラマツやヌマスギなどの落葉樹もある。ハイネズなどの低木も多数存在する。
針状の細長い葉、または鱗状の葉を持つものはほとんどで、比較的、葉は細くて小さいものが多く、鱗状葉、針形葉、線形葉といった形態を持つ。こうした葉の形は、気候的な寒さや積雪、乾燥に耐え、効率よく日光を浴びて光合成できるように進化してきたものと考えられている。葉のつき方は、鱗状葉が十字対生、針形葉が単生あるいは短枝に束生、線形葉では羽状につくものが多い。
マツ属やスギ属などがつくる球果は多くの針葉樹の特徴の一つで、特にマツ属の球果は、一般に「まつぼっくり」と呼ばれている。中に種子を入れているので球果植物ともいう。木質化した軸に多くの種鱗がらせん状にたくさんついたもので、はじめ種鱗はかたく閉ざしているが、成熟して乾燥すると開いたり剥がれ落ちて、種子を放出する。

## 分布
温帯北部から冷帯を中心に分布していて、亜寒帯では針葉樹林を形成する場合があり、特に高緯度地帯にはタイガとよばれる広大な針葉樹林帯を形成している。沿海地、貧栄養地、乾燥地、冷涼地・寒冷地など厳しい環境に分布する。

## 人間との関わり
木材（針葉樹材）は繊維が長く緻密であり、建材やパルプ用材などとして利用される。カヤの種子は食用とされる。

### エリートツリー
日本の林野庁や木造住宅会社、製紙会社などは、成長が速く、温暖化ガスである二酸化炭素（CO2）の吸収量が多く、花粉が少ないといった優れた特性を持つ樹木を「エリートツリー」と呼び、選抜・育成と植林を進めている。主な樹種としてスギ、ヒノキ、カラマツ、トドマツ、アカエゾマツがある。